# Palaeorhiza wisselmerenensis
Palaeorhiza wisselmerenensis är en biart som beskrevs av Hirashima 1975. Palaeorhiza wisselmerenensis ingår i släktet Palaeorhiza och familjen korttungebin. Inga underarter finns listade i Catalogue of Life.